# Алоизи, Джон
Джон Алоизи (англ. John Aloisi; род. 5 февраля 1976[…], Аделаида) — австралийский футболист, выступавший на позиции нападающего. Выступал за сборную Австралии и за большое количество клубов из разных стран.
Младший брат Росса Алоизи.

## Карьера

### Клубная
В юности занимался по программе австралийского института спорта по развитию молодых футболистов. В сезоне 1991/92 числился в составе команды «Аделаида Сити», выигравшей чемпионат NSL того сезона, провёл в её составе один матч в лиге. Затем перебрался в Европу, где выступал последующие 15 лет. Первым европейским клубом Алоизи был льежский «Стандард», за основную команду которого он провёл лишь по одной игре в кубке Бельгии и кубке УЕФА. Оттуда он вскоре перешёл в другой клуб высшего бельгийского дивизиона — «Антверпен», где провёл два сезона, регулярно выходя на поле. Затем молодого форварда приобрёл клуб итальянской Серии A «Кремонезе». Там Алоизи также играл регулярно и, несмотря на малую результативность, неплохо, но это не помогло команде, в которой начался тотальный кризис, избежать вылета сначала в Серию B после 17-го места из 18 команд в сезоне 1995/96, а затем и вылета в третий дивизион (Серию C1/A) после того, как в сезоне 1996/97 команда заняла последнее место в Серии B. После вылета «Кремонезе» из Серии B Алоизи покинул команду.
В сезоне 1997 года Джона Алоизи пригласил «Портсмут», на тот момент аутсайдер второго по значимости английского дивизиона; Алоизи сразу стал игроком основного состава клуба и показывал хорошую результативность. В сезоне 1997/98 «Портсмут» с трудом спасся от вылета, а в сезоне 1998/99 к игровым проблемам клуба прибавились финансовые, и клуб был вынужден продать Алоизи за 600 тысяч фунтов в «Ковентри Сити» в декабре 1998 года (отметим, что вторично спастись от вылета «Портсмут» затем всё же сумел). Всего за «Портсмут» Алоизи забил 25 мячей в 60 матчах первенства.
За 2,5 сезона в «Ковентри» Алоизи так и не смог пробиться в основной состав, причиной тому были травмы. Джон забил за «Ковентри» 10 мячей в 41 матче Премьер-лиги. После того как «Ковентри» вылетел из Премьер-лиги в сезоне 2000/01, Алоизи ушёл из этой команды и по свободному трансферу присоединился к «Осасуне» (Памплона, Испания). Отыграл четыре сезона за «Осасуну» в высшем испанском дивизионе, был одним из основных форвардов этой команды, являвшейся середняком лиги, провёл 121 матч в Примере, забил 28 мячей. В 2005 году перешёл в «Алавес», где выступал в течение двух сезонов; в сезоне 2005/06 не смог помочь клубу избежать вылета в Сегунду.
В сезоне 2007/08, после ухода из «Алавеса», ставшего аутсайдером Сегунды, Алоизи играл на родине за «Сентрал Кост Маринерс», выиграл в его составе регулярный чемпионат, в котором команда обошла по дополнительным показателям «Ньюкасл Юнайтед Джетс», и дошёл до финала плей-офф лиги, где «Джетс» взяли реванш. Провёл за «Маринерс» 15 матчей в лиге, забил 7 мячей.
3 марта 2008 года перешёл в «Сидней». В «Сиднее» Алоизи провёл два сезона (2008/09 и 2009/10), в первом из них его команда заняла 5-е место из 8 команд в регулярном первенстве и не вышла в плей-офф, а во втором победила как в регулярном первенстве, так и в плей-офф; в течение обоих сезонов Алоизи регулярно выходил на поле. 29 марта 2010 года было сообщено о переходе Алоизи в «Мельбурн Харт» (новый клуб, который начал выступления в A-League в сезоне 2010/11). Джон провёл там один сезон, который стал последним в его карьере.

### В сборной
В 1992 году, в возрасте 16 лет, привлекался в сборную Австралии до 20 лет, провёл 6 матчей, забил один гол. В 1997 году был впервые вызван в основную сборную Австралии. В её составе он принял участие в трёх Кубках конфедераций (1997, 2001, 2005), в первом из них дошёл до финала, где сборная Бразилии разгромила австралийцев 6:0 (по хет-трику на счету Роналдо и Ромарио); несмотря на этот разгром, выход в финал стал одним из крупнейших достижений в истории австралийского футбола; Алоизи на том турнире провёл четыре матча, забил один гол — в ворота мексиканцев. На кубке конфедераций 2001 австралийцы стали третьими; Алоизи провёл на поле две игры из пяти, в обеих выходил на замену, голов не забивал; в матче за третье место австралийцы взяли реванш у бразильцев (1:0, гол забил Шон Мерфи). В 2004 году Алоизи выиграл кубок наций ОФК в составе сборной. В том же году принял участие в футбольном турнире Олимпиады в Афинах, провёл все четыре матча, забил три гола, дошёл до 1/4 финала, где его команда уступила иракцам 0:1.
В июне 2005 года Алоизи съездил на свой третий и последний кубок конфедераций, где забил четыре гола в трёх проведённых его командой матчах, что не спасло австралийцев от последнего места в группе. Осенью 2005 года австралийцы, которых к тому времени возглавил Гус Хиддинк, проводили стыковые матчи за право принять участие в ЧМ-2006 с командой Уругвая (по одной игре в каждой из стран). Оба матча завершились победой принимавшей стороны со счётом 1:0, и по завершении второй игры, прошедшей в Сиднее на стадионе «Австралия», была назначена серия пенальти. При счёте 3:2 по пенальти в пользу австралийцев Алоизи забил, а удар Марсело Салайеты парировал Марк Шварцер, таким образом австралийцы выиграли и получили право сыграть на ЧМ-2006. На ЧМ Алоизи провёл все четыре матча, забил один гол — в ворота японцев (счёт 3:1 в пользу Австралии); его команда вышла из группы и в упорной борьбе уступила в 1/8 финала будущим чемпионам турнира — итальянцам — со счётом 0:1, установленным после того, как Франческо Тотти в самом конце игры реализовал спорный пенальти.
Всего Алоизи провёл за национальную сборную Австралии 55 игр, забил в них 27 голов.

## Достижения

### Командные

#### «Аделаида Сити»
- Чемпион NSL: 1991/92

#### «Сентрал Кост Маринерс»
- Победитель регулярного чемпионата A-League: 2007/08
- Финалист плей-офф A-League: 2008

#### «Сидней»
- Победитель регулярного чемпионата A-League: 2009/10
- Победитель плей-офф A-League: 2010

#### Сборная Австралии
- Финалист Кубка конфедераций: 1997
- Третье место на Кубке конфедераций: 2001
- Победитель Кубка наций ОФК: 2004

### Личные
- Разделил 2—4-е место в списке бомбардиров Кубка конфедераций 2005 (4 гола, вместе с Лусиано Фигероа и Михаэлем Баллаком)
- Рекордсмен сборной Австралии по количеству голов на Кубках конфедераций: 5 голов